# جنيفر روي
جنيفر روي (بالإنجليزية: Jennifer Roy)‏ هي كاتِبة وكاتبة للأطفال أمريكية، ولدت في 1967.